# Bristol Bears
El Bristol Bears, también llamado Bristol Rugby Club, es un club inglés profesional de rugby con sede en la ciudad de Bristol y que disputa la Premiership Rugby, la primera división de competiciones de rugby de aquella nación.

## Historia
Fue fundado en Brístol, cerca de la frontera entre Inglaterra y Gales, en 1888. Lo que lo hace uno de los clubes más antiguos del mundo, algo normal de los equipos británicos.
El palmarés del club se inauguró en la temporada 1982/83 en la que Bristol Rugby conquistó su única copa inglesa, la hoy llamada Anglo-Welsh Cup, derrotando en la final a Leicester Tigers por 28 a 22.
El club fue uno de los 12 equipos que inauguró la competición nacional de liga en la temporada 1987/88, finalizando en 9.ª posición. Bristol Rugby ha sido un habitual en las partes bajas de la clasificación, pero ha conseguido estar presente en la máxima categoría del rugby inglés 19 de las 24 temporadas. El mejor puesto del club fue la 3ª plaza lograda en la temporada 2006/07, lo que le sirvió para estar en semifinales, donde cayó ante Leicester Tigers. 
En la temporada 2002/03 el club debutó en la máxima competición continental, la Heineken Cup, fallando a la hora de superar la primera fase de grupos. Lo mismo ocurrió en la temporada 2007/08.
En la temporada 2008/09 el club acabó la temporada último en la clasificación, y actualmente Bristol Rugby milita en la Premiership Rugby, la primera división del rugby inglés. 
En la historia de Bristol Rugby han militado en sus filas grandes jugadores como Nicky Little, Felipe Contepomi, Agustín Pichot, Brian Lima, Martin Corry, Mark Regan, Julian White, Henry Honiball, Simon Shaw o Josh Lewsey.

## Estadio
El estadio en el que juega como local es el Estadio Ashton Gate, construido en 1887, y en el que también juega sus partidos como local el equipo de fútbol Bristol City Football Club.

## Palmarés

### Torneos internacionales
- European Rugby Challenge Cup (1): 2019-20

### Torneos Nacionales
- Anglo-Welsh Cup (1): 1982-83
- RFU Championship (4): 1998-99, 2004-05, 2015-16, 2017-18.
- British and Irish Cup (1): 2010-11
- EDF Energy Trophy (1): 2003-04